# JPMorgan Chase Open 2004
JPMorgan Chase Open 2004 — жіночий тенісний турнір, що проходив на відкритих кортах з твердим покриттям у Лос-Анджелесі (США). Належав до турнірів 2-ї категорії в рамках Туру WTA 2004. Відбувсь утридцятьперше і тривав з 19 до 25 липня 2004 року. Третя сіяна Ліндсі Девенпорт здобула титул в одиночному розряді й отримала 93 тис. доларів США.

## Фінальна частина

### Одиночний розряд
Ліндсі Девенпорт —  Серена Вільямс, 6–1, 6–3
- Для Девенпорт це був 4-й титул в одиночному розряді за сезон і 42-й — за кар'єру.

### Парний розряд
Надія Петрова /  Меган Шонессі —  Кончіта Мартінес /  Вірхінія Руано Паскуаль, 6–7(2–7), 6–4, 6–3